# Jesse Siddall Reeves
Jesse Siddall Reeves (* 27. Januar 1872 in Richmond, Indiana; † 7. Juli 1942) war ein US-amerikanischer Rechts- und Politikwissenschaftler und Professor an der University of Michigan. Er amtierte 1927/28 als Präsident der American Political Science Association (APSA).
Reeves machte sein Bachelor-Examen 1881 am Amherst College und wurde 1894 an der Johns Hopkins University zum Ph.D. promoviert. Nachdem er einige Jahre als Rechtsanwalt praktiziert hatte, entschied er sich für eine akademische Laufbahn und lehrte erst an der Johns Hopkins University und am Dartmouth College. 1910 wurde er Professor für Politikwissenschaft an der University of Michigan, was er bis zu seiner Pensionierung 1937 blieb. Reeves war auf Internationales Recht spezialisiert und beriet die US-Regierung bei verschiedenen Gelegenheiten.

## Schriften (Auswahl)
- American diplomacy under Tyler and Polk. The Johns Hopkins Press, Baltimore 1907.
- The Napoleonic exiles in America. A study in American diplomatic history, 1815-1819. The Johns Hopkins Press, Baltimore 1905.
- The international beginnings of the Congo Free State. The Johns Hopkins Press, Baltimore 1894.